# Agyament bíróság
Az Agyament bíróság (eredeti cím: Night Court) amerikai vígjátéksorozat. A sorozat premierje 2023. január 17-én volt az NBC csatornán. Magyarországon 2024. szeptember 7-én mutatták be a TV2 Comedy csatornán. A fő szerepben Melissa Rauch látható.
2025. májusában törölték a sorozatot.

## Cselekmény
Abby Stone, a megboldogult Harry Stone lánya apja nyomdokaiba lépve vezeti a manhattani törvényszék éjszakai műszakját, és megpróbál rendet teremteni a különcökből álló csapatban.

## Szereplők
| Szereplő neve    | Színész           | Magyar hangja          |
| ---------------- | ----------------- | ---------------------- |
| Abby Stone       | Melissa Rauch     | Dögei Éva              |
| Olivia           | India de Beaufort | Papp Katalin           |
| Neil             | Kapil Talwalkar   | Horváth-Töreki Gergely |
| Donna Gurganous  | Lacretta          | Makay Andrea           |
| Dan Fielding     | John Larroquette  | Barbinek Péter         |
| Wyatt Shaw       | Nyambi Nyambi     | Bognár Tamás           |
| Julianne Walters | Wendie Malick     | Kovács Nóra            |

## Évados áttekintés
| Évad | Évad | Epizódok | Eredeti sugárzás   | Eredeti sugárzás  | Eredeti adó       | Magyar sugárzás     | Magyar sugárzás   | Magyar adó |
| Évad | Évad | Epizódok | Évadpremier        | Évadfinálé        | Eredeti adó       | Évadpremier         | Évadfinálé        | Magyar adó |
| ---- | ---- | -------- | ------------------ | ----------------- | ----------------- | ------------------- | ----------------- | ---------- |
|      | 1    | 16       | 2023. január 17.   | 2023. május 9.    |                   | 2024. szeptember 7. | 2024. október 27. |            |
|      | 2    | 13       | 2023. december 23. | 2024. március 26. | 2024. november 2. | 2024. december 14.  |                   |            |
|      | 3    | 18       | 2024. november 19. | 2025. május 6.    |                   |                     |                   |            |